# John Lloyd Stephens
John Lloyd Stephens (Shrewsbury, New Jersey, 1805. november 28. – New York, 1852. október 13.) amerikai felfedező, majakutató, író és diplomata. Nagy szerepet játszott a maja civilizáció újrafelfedezésében, valamint a Panama-vasút tervezésében.

## Élete
Jogot tanult, és nyolc esztendeig a New York város bíróságain dolgozott. Szenvedélyesen érdeklődött a régészet iránt. Elutazott Egyiptomba, Arábiába, Görögországba, Törökországba és a Szentföldre. 33 éves korában már két útleírást kiadott. Ekkor került kezébe Juan Galindo ezredes beszámolója, melyben sajátságos és igen régi építőművészetről számolt be, melynek maradványai a Yucatán és Közép-Amerika erdőségeiben találhatóak. Nagy érdeklődéssel olvasta Alexander von Humboldt közép-amerikai úti beszámolóit is. 
Stephens elhatározta, hogy barátjával, Frederick Catherwood rajzolóval közép-amerikai útra indul. Martin Van Buren elnök kinevezte őt az Egyesült Államok nagykövetének a Közép-Amerikai Szövetségi Köztársaságba, amely állam azonban hamarosan szétesett. Az 1839–1840-es közép-amerikai útjukon sikerült viszont helyi segítőikkel egy sor maja romvárost felfedezniük a szinte járhatatlan trópusi esőerdőben: 
- Copán (Honduras)
- Quiriguá (Guatemala)
- Iximché (Guatemala)
- Q’umarkaj (Guatemala)
- Palenque (Mexikó)
- Uxmal (Mexikó)

Stephens gondosan leírta és feltérképezte a felfedezéseiket, míg Catherwood lenyűgöző és feltűnően részletgazdag rajzokat készített a templomokról, piramisokról, a közép-amerikai labdajáték pályáiról, a gazdagon díszített sztélékről. Catherwood finom rajzai és Stephen élénk, időnként mulatságos beszámolója (Incidents of Travel in Central America, Chiapas and Yucatan) 1841-ben a nemzetközi bestsellerré vált. A könyv továbbá betekintést nyújtott a közép-amerikai polgárháborúba is, ami a szövetségi állam szétesését eredményezte.
A Panama-vasút társaság alapításakor, 1849-ben Stephens lett az egyik alelnök.  Helyszíni utazásai során baleseteket szenvedett és maláriát is kapott. Hazatért New York-ba, de betegsége kiújult és 1852 októberében elhunyt.

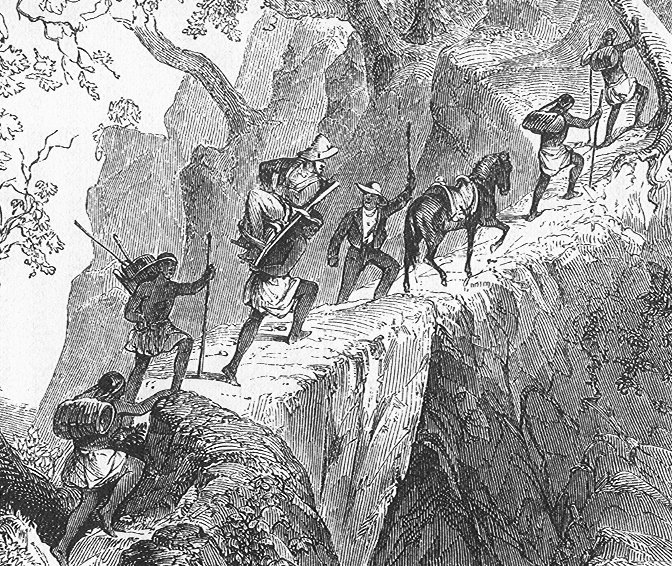
Catherwood rajza utazásaikról